# Namiblärka
Namiblärka (Ammomanopsis grayi) är en fågel i familjen lärkor inom ordningen tättingar. Den förekommer i grusöknar i sydvästra Afrika. Beståndet anses vara livskraftigt.

## Utseende och läte
Namiblärkan är en knubbig, mycket ljust beigevit lärka utan streckning. Den mörkspetsade ljust gråblå näbben och vitkantade mörka stjärten är karakteristisk. Största förväxlingsrisken är faktiskt traktrakskvättan, men denna har tunn näbb, ljus övergump och knycker med vingarna. Damaralärkan har huvudtofs och streckad ovansida, medan honor av finklärkor har alla mörka fläckar på buken. Sången som mestadels utförs nattetid består av mjukt klingande "tink tink" med stigande visslingar infogade emellan.

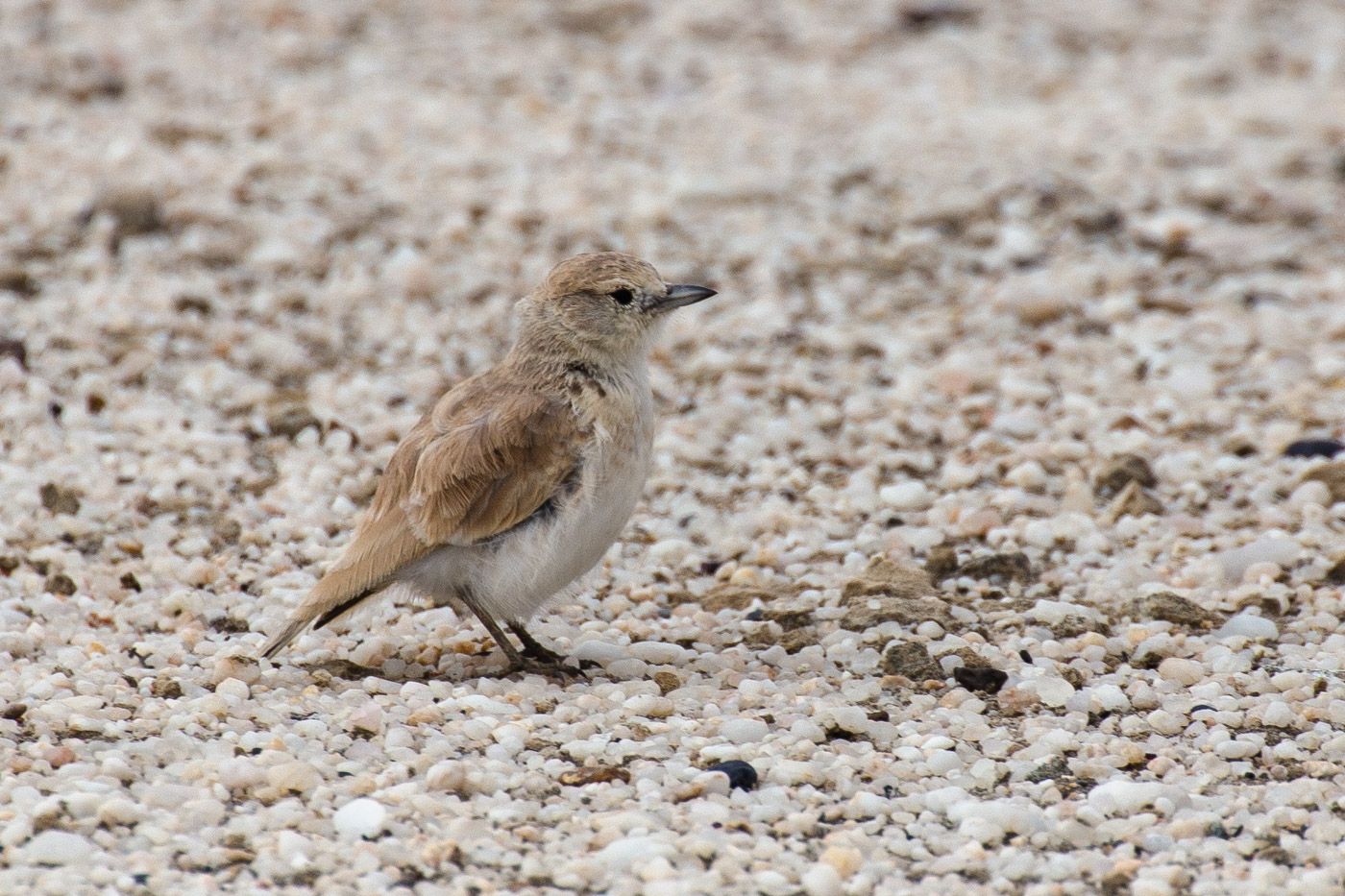
Namiblärka fotograferad strax norr om Walvis Bay i Namibia.

## Utbredning och systematik
Namiblärkan förekommer i sydvästra Afrika. Den delas upp i två underarter med följande utbredning:
- Ammomanopsis grayi hoeschi – förekommer i sandöknar från allra sydvästligaste Angola söderut till norra Namibia (Cape Cross)
- Ammomanopsis grayi grayi – förekommer i västra Namibia (från Cape Cross till södra kanten av Namiböknen)

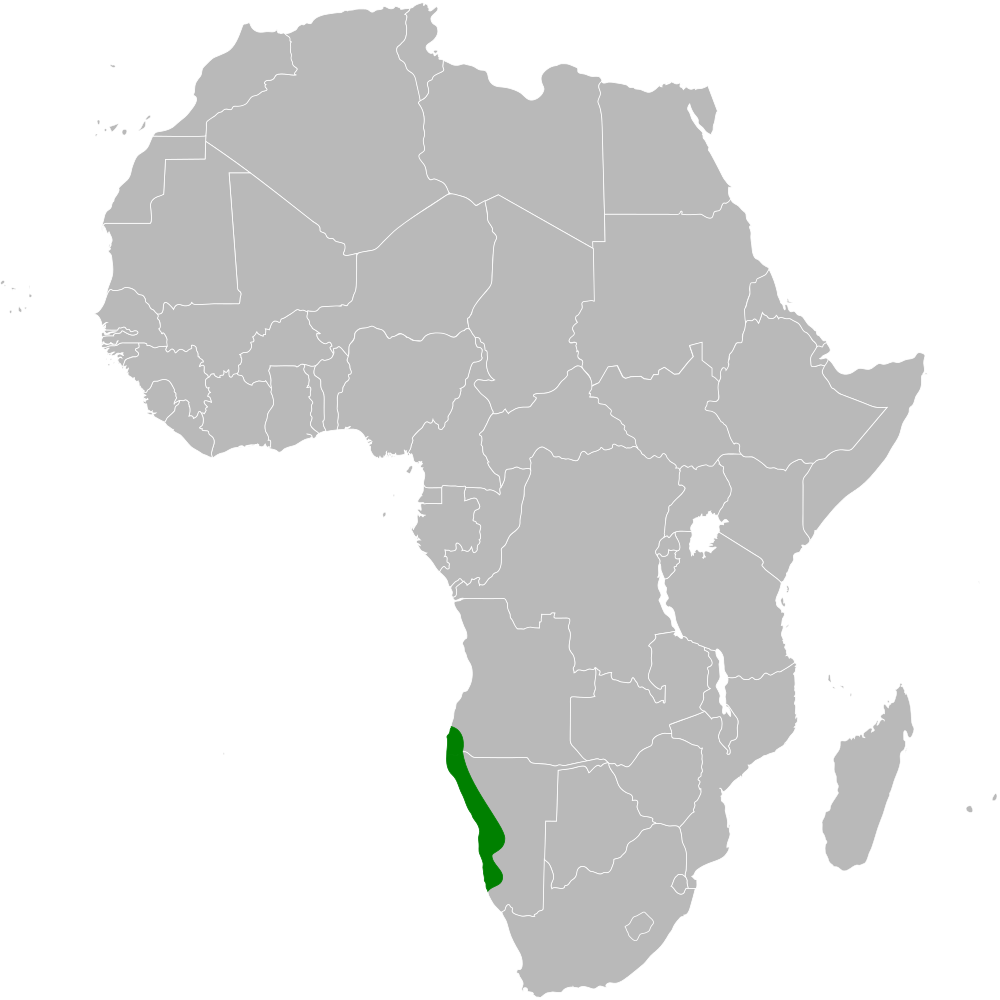
Namiblärkans utbredningsområde.

### Släktskap och släktestillhörighet
Arten beskrevs i släktet Alauda, men har sedermera länge placerats bland ökenlärkorna i Ammomanes. Genetiska studier visar dock att de inte alls är nära släkt, där namiblärkan snarare är systerart till spetsklolärkan i Chersomanes. Idag förs den allmänt till det egna släktet Ammomanopsis. 

## Levnadssätt
Namiblärkan hittas i öde grusöken med sparsamt inslag av gräs och buskar. Där uppträder den nomadiskt i par och flockar om upp till 30 individer.

## Status
Arten har ett stort utbredningsområde och beståndet anses stabilt. Internationella naturvårdsunionen IUCN listar den därför som livskraftig (LC).

## Namn
Fågelns vetenskapliga artnamn hedrar den engelske ornitologen John Edward Gray (1800-1875).